# 盧卡尼亞山
盧卡尼亞山（Mount Lucania）是加拿大的山峰，由育空負責管轄，屬於聖埃利亞斯山脈的一部分，海拔高度5,240約為公尺，是該國第三高峰，與斯蒂爾山以山脊相連。